# Испания на летних Олимпийских играх 2008
Испанские спортсмены в 2008 году в Пекине в 21-й раз принимали участие в летних Олимпийских играх.
Знаменосцем команды Испании на открытии Олимпиады в Пекине стал каноист Давид Каль, олимпийский чемпион 2004 года на дистанции 1000 м в одиночке.
До начала пекинских Игр Испания на летних Олимпиадах завоевала 29 золотых, 39 серебряных и 27 бронзовых медалей. Первыми испанскими олимпийскими чемпионами были Хосе де Амесола и Франсиско Вильота, которые победили на турнире по пелоте в Париже в 1900 году. Интересно, что это были единственные Игры, на которых проводились официальные (а не показательные) соревнования по национальной баскской игре, а в турнире участвовали только 2 пары — в единственном и финальном матче испанцы победили французов. Счёт матча неизвестен.
За последующие 80 лет после парижской победы в пелоте вплоть до Олимпиады в Москве Испания завоевала лишь 1 золото — Хосе Альварес де Бооркес, Хулио Гарсия Фернандес де лос Риос и Хосе Наварро Моренес сумели победить в командном турнире по конкуру в 1928 году.
Самой успешной для испанцев стала Олимпиада в Барселоне в 1992 году, где хозяева выиграли 13 золотых, 7 серебряных и 2 бронзовые медали. Игры в Афинах стали вторыми по количеству завоёванных испанцами наград — 3 золотые, 11 серебряных и 5 бронзовых.
Самым успешным для испанцев является парусный спорт — 10 золотых медалей на Олимпиадах (более трети всех золотых наград). За последние 8 летних Олимпиад (с 1980 года) испанцы не завоевали ни одной золотой медали в парусном спорте лишь в 2000 году в Сиднее, причём на той Олимпиаде испанские яхтсмены остались вообще без наград. В Пекине-2008 золото испанцам принесли Фернандо Эчаварри и Антон Пас в классе Торнадо.

## Медали

### Золото
| Золото |                              |                                             |
| №      | Спортсмен (-ы)               | Вид спорта (дисциплина)                     |
| 1      | Самуэль Санчес               | Велоспорт (мужчины, шоссе, групповая гонка) |
| 2      | Жоан Льянерас                | Велоспорт (мужчины, трек, гонка по очкам)   |
| 3      | Рафаэль Надаль               | Теннис (мужчины, одиночный разряд)          |
| 4      | Фернандо Эчаварри Антон Пас  | Парусный спорт (мужчины, класс Торнадо)     |
| 5      | Сауль Кравиотто Карлос Перес | Гребля на байдарках (двойка, 500 м)         |

### Серебро
| Серебро | |                                                    |
| №       | Спортсмен (-ы) | Вид спорта (дисциплина)                            |
| 1       | Икер Мартинес Хавьер Фернандес | Парусный спорт (мужчины, класс 49)                 |
| 2       | Анабель Медина Гарригес Вирхиния Руано Паскуаль                                                                                     | Теннис (женщины, парный разряд)                    |
| 3       | Хервасио Деферр | Спортивная гимнастика (мужчины, вольные упражения) |
| 4       | Жоан Льянерас Антонио Таулер | Велоспорт (мужчины, трек, мэдисон)                 |
| 5       | Андреа Фуэнтес Хемма Менгуаль | Синхронное плавание (дуэты)                        |
| 6       | Давид Каль | Гребля на каноэ (одиночка, 1000 м)                 |
| 7       | Давид Каль | Гребля на каноэ (одиночка, 500 м)                  |
| 8       | Альба Мария Кабельо Ракель Корраль Андреа Фуэнтес Хемма Менгуаль Лаура Лопес Хисела Морон Ирина Родригес Паола Тирадос Таис Энрикес | Синхронное плавание (группы)                       |
| 9       | Сборная Испании по хоккею на траве                                                                                                  | Хоккей на траве (мужской турнир)                   |
| 10      | Сборная Испании по баскетболу | Баскетбол (мужской турнир)                         |

### Бронза
| Бронза |                             |                                            |
| №      | Спортсмен (-ы)              | Вид спорта (дисциплина)                    |
| 1      | Хосе Луис Абахо             | Фехтование (мужчины, индивидуальная шпага) |
| 2      | Лейре Олаберриа             | Велоспорт (женщины, трек, гонка по очкам)  |
| 3      | Сборная Испании по гандболу | Гандбол (мужской турнир)                   |

## Состав олимпийской сборной Испании

### Лёгкая атлетика
Спортсменов — 1
Мужчины
| Дисциплина      | Спортсмен                  | Предварительный раунд | Предварительный раунд | Четвертьфиналы | Четвертьфиналы | Полуфиналы | Полуфиналы | Финал     | Финал |
| Дисциплина      | Спортсмен                  | Результат             | Место                 | Результат      | Место          | Результат  | Место      | Результат | Место |
| --------------- | -------------------------- | --------------------- | --------------------- | -------------- | -------------- | ---------- | ---------- | --------- | ----- |
| ходьба на 20 км | Франсиско Хавьер Фернандес |                       |                       |                |                |            |            | 1:20,32   | 7     |